# Hội trường hòa nhạc Stockholm
Hội trường hòa nhạc Stockholm (tiếng Thụy Điển: Stockholms konserthus) là hội trường chính cho âm nhạc dàn nhạc tại ở Stockholm, Thụy Điển.
Với thiết kế của Ivar Tengbom được chọn trong cuộc thi, khánh thành vào năm 1926, Hội trường là nhà của Giàn nhạc Giao hưởng Hoàng gia Stockholm. Đây cũng là nơi các lễ trao giải cho giải Nobel và giải thưởng âm nhạc Polar được tổ chức hàng năm. Nội thất bao gồm tác phẩm của Ewald Dahlskog, và các bức tường và trần nhà trong hội trường nhỏ, bây giờ được gọi là Grünewald Hall, được vẽ bởi Isaac Grünewald. Bên ngoài là tượng nhà điêu khắc Carl Milles 'đài phun nước bằng đồng 1936, Orfeus-brunnen ("Giếng Orpheus").
Tòa nhà xanh nằm ở phía đông Hötorget.
Nhiều buổi hòa nhạc pop và rock của các nghệ sĩ nổi tiếng đã diễn ra tại Hội trường hòa nhạc Stockholm.